# 胸に降る雨、胸に咲く花。
「胸に降る雨、胸に咲く花。」（むねにふるあめ むねにさくはな）は、ROUAGEのメジャー10枚目のシングル。1999年11月26日発売。マーキュリー・ミュージックエンタテインメント（現・ユニバーサルミュージック）よりリリース。

## 収録曲
1. 胸に降る雨、胸に咲く花。
  - 作詞:KAZUSHI/作曲:RIKA/編曲:ROUAGE
2. 視界／。
  - 作詞・作曲:KAZUSHI/編曲:ROUAGE
3. 進化論。
  - 作詞:KAZUSHI/作曲:RIKA/編曲:ROUAGE
4. うわのそら (remix version)
  - 作詞:KAZUSHI/作曲:RIKA/編曲:YASUAKI"V"SHINDOH